# Erioptera (Mesocyphona) testacea
Erioptera (Mesocyphona) testacea is een tweevleugelige uit de familie steltmuggen (Limoniidae). De soort komt voor in het Palearctisch gebied.